# 샹파뉴

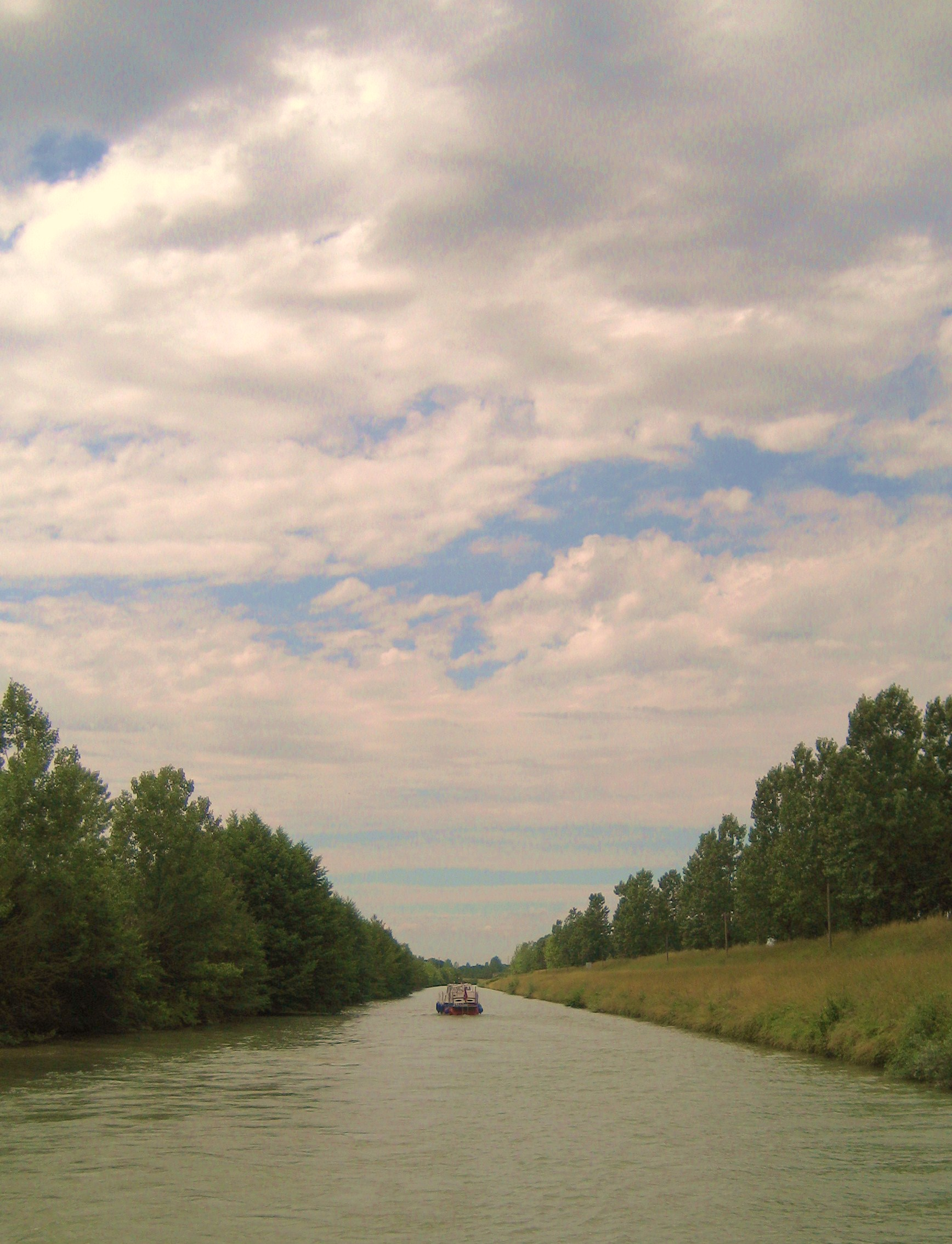
샹파뉴 지방을 흐르는 마른강

샹파뉴(Champagne)는 프랑스의 옛 프로뱅스이다. 샹파뉴는 샹파뉴 궁정백국이 1065년 메로베우스 아우스트라시아 서부(즉 프랑스 동부)의 붕괴로 인하여 탄생한 프랑스 왕국 제3의 대도시 프로뱅 주변을 통합하며 생겼다. 샹파뉴는 프랑스 북동부에 위치하였으며, 엔주 남부와 멀게는 브리 지방까지 이르는 대부분의 센에마른주를 관할하는 구 행정 구역인 샹파뉴아르덴에 걸쳐 있었다. 샹파뉴는 서쪽으로는 예르강 상류와 비아 아그리파 사이에 위치한 브리 무방트까지 이른다. 북쪽으로는, 쉬니를 포함하고 지베를 제외한 리에주 공국과 프랑스-벨기에 국경에서 만난다. 샹파뉴는 고장 고유의 테루아르덕에 지명에서 이름을 따온 백포도주 샴페인(샹파뉴의 영어 명칭)의 산지로도 잘 알려져 있다.
샹파뉴(Champagne)라는 이름은 발음은 동일한 샹파뉴(Champaigne)로 쓰이기도 했으며, 이 명칭은 중세 후기 등장하였는데, 중세 전기에는 라틴어로 샹파뉴인(Champenois)을 두고 캄파넨세스(Campanenses)로 불렀다. 샹파뉴 백국과 샹파뉴의 자연적 지리 영역은 고대 로마 시대부터 있었던 6개의 주, 랑그르의 리뇽, 상스의 스논, 트루아의 트리카스, 랭스의 레미, 모의 멜드, 샬롱의 카탈론과 대응된다.
샹파뉴 지방은 한 해 동안 여러 마을을 도는 샹파뉴 정기시로 인하여 중세 서양의 경제 중심지가 되었다. 세련됨을 갈망하던 샹파뉴의 궁정, 거기서도 “로즈 드 다마스”라는 이름의 향기로운 장미를 들여온 티보 드 샹파뉴같은 이들의 궁정에서 크레티앵 드 트루아 등 프랑스의 첫 작가들이 궁정 문학을 만들며, 라틴어가 아닌 속어가 문화적 표준으로 자리매김한다.
1129년, 라시 등의 유대인의 보호자이던 샹파뉴 백작은 당대 가장 화려한 수도원이던 파라클레 수도원과 성전기사단에 기부를 한다. 한때 잉글랜드에서도 (잉글랜드 국왕이자 노르망디의 대공이라는 이중작위로 프랑스의 봉신 형태를 취하며) 군림하던 프랑스의 대귀족들은 1284년 왕실 직할지에 합병되기 전까지 한 때 샹파뉴를 지배했다. 합병된 이후 귀족들은 적어도 프랑스 왕을 대관하던 랭스 주교만큼 중요한 정치적 역할ー필리프 4세에 의하여 조직된ー을 맡게 된다.

## 역사

현 행정 구역과 코뮌이 표시된 18세기 샹파뉴의 경계 지도